# Afonso Maló
Afonso Maló Franco (Lisboa, 20 de Dezembro de 1995) é um conhecido actor da televisão portuguesa.
Conhecido pela interpretação da personagem Tiago Mendes em Inspector Max, e Matias Medina em Vingança, Afonso Maló é também bastante conhecido no mundo das dobragens tendo participado em vários filmes de cinema e series da Disney. É irmão da actriz Filipa Maló Franco, conhecida pela interpretação da personagem Clarinha em Super Pai. Actualmente é estudante de Gestão e jogador na seleção nacional de Rugby.

## Experiência profissional

### Televisão
- Elenco principal, Matias Medina em Vingança, SIC 2006-2007
- Elenco principal, Tiago Mendes em Inspector Max, TVI 2003-2004-2005
- Participação especial, em Super Pai, TVI 2001
- Participação especial, em Crianças S.O.S, TVI 2000

### Cinema e televisão (dobragens)
- Raban, em Os rebeldes da bola
- Como Treinares o Teu Dragão
- Como Treinares o Teu Dragão 2
- Flecha, em The Incredibles - Os Super-Heróis
- Lucas, em O Rapaz Formiga
- Flor, em Bambi e Bambi II
- Zack, em Hotel Doce Hotel - As Aventuras de Zack e Cody
- Rico, em Hannah Montana (apenas na primeira temporada)
- Edmund, em Crónicas de Nárnia 1, 2, 3
- Os mosconautas da lua
- Dentuça (cria)  em Papuça e Dentuça
- Pacha e o Imperador